# Straat Kildin
Straat Kildin (Russisch: Кильдинский пролив; Kildinski proliv of Кильдинская салма; Kildinskaja salma) is een zeestraat in het zuiden van de Barentszzee, tussen het eiland Kildin in het noorden en de Moermankust van het schiereiland Kola in het zuiden.
De zeestraat heeft een lengte van 19 kilometer. De breedte varieert van 700 meter tot 4 kilometer. De diepte bedraagt maximaal 142 meter en in de vaargeul minimaal 29 meter. De kusten zijn steil en rotsachtig. In de straat ligt het eilandje Klein-Kildin (Малый Кильдин; Maly Kildin). In het westelijk deel ligt de Kildin-zandbank op een diepte van 11 meter. In het zuiden liggen de Peneloechtgolf, Korenkolbocht, Roetsjibocht en in het noorden de Mogilinskajabocht. De rivieren Zaroebicha en Tsjornaja lopen uit op de zeestraat, alsook een groot aantal kleinere riviertjes. Aan noordzijde van de zeestraat liggen de dorpen Zapadny Kildin (West-Kildin) en Vostotsjny Kildin (Oost-Kildin). De straat staat bekend als een goede vangplek voor kabeljauw.
De zeestraat werd voor het eerst gedetailleerd in kaart gebracht in de atlas van Johannes van Keulen uit 1682 op basis van metingen tijdens de laatste expeditie van Willem Barentsz. De zeestraat werd onderzocht door de expeditie van Fjodor Litke in 1822.

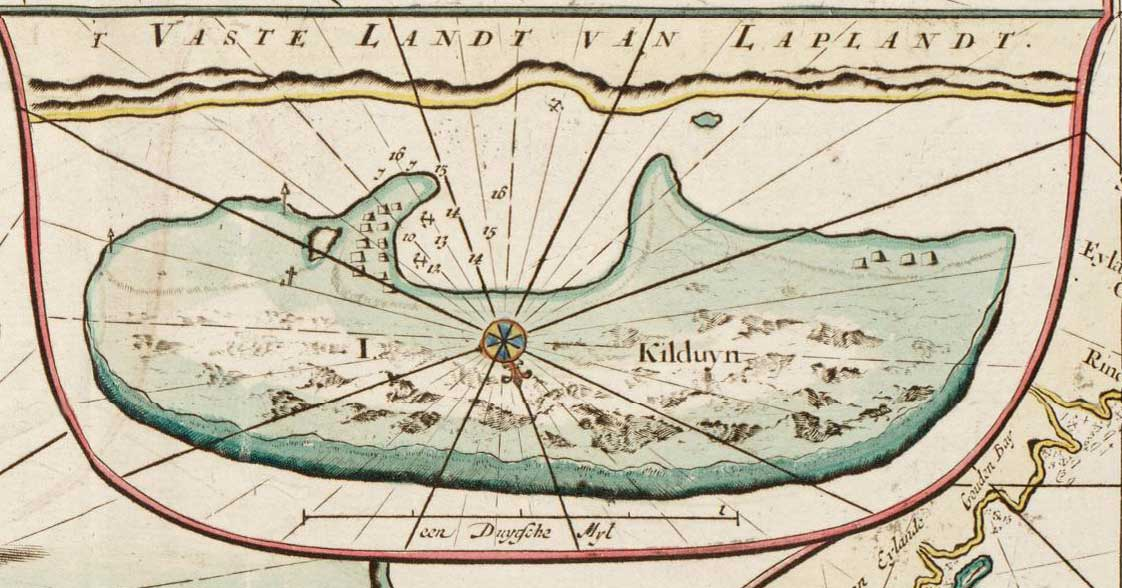
Nederlandse kaart van eiland en zeestraat uit 1682 (Keulenatlas)
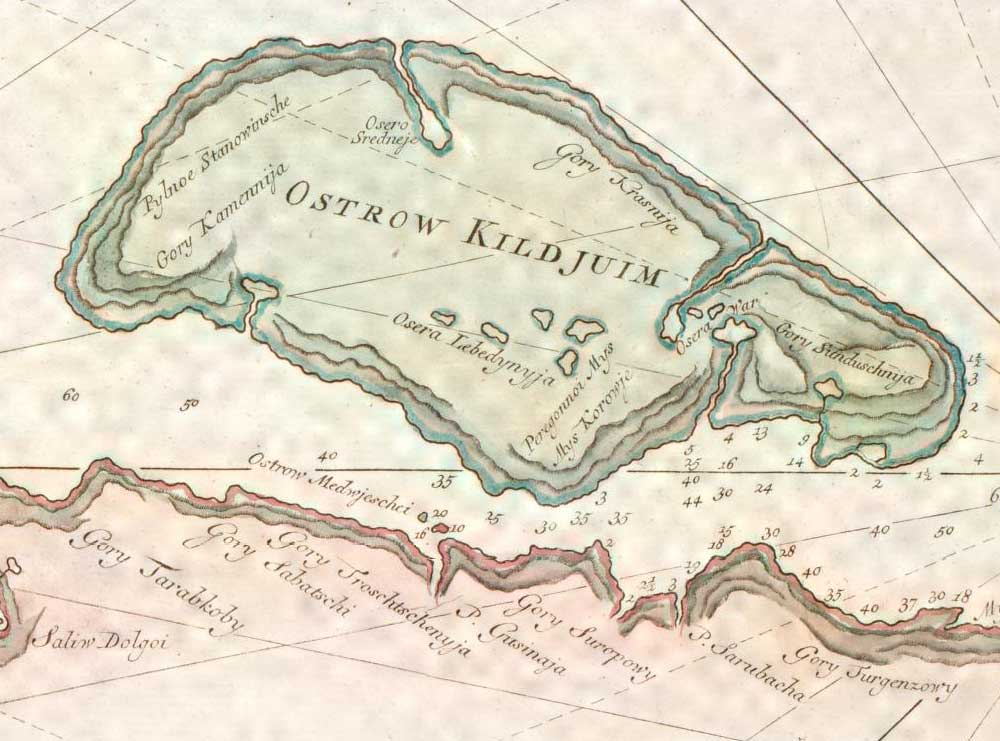
Nederlandse kaart uit 1790 (Keulenatlas)